# Bien económico

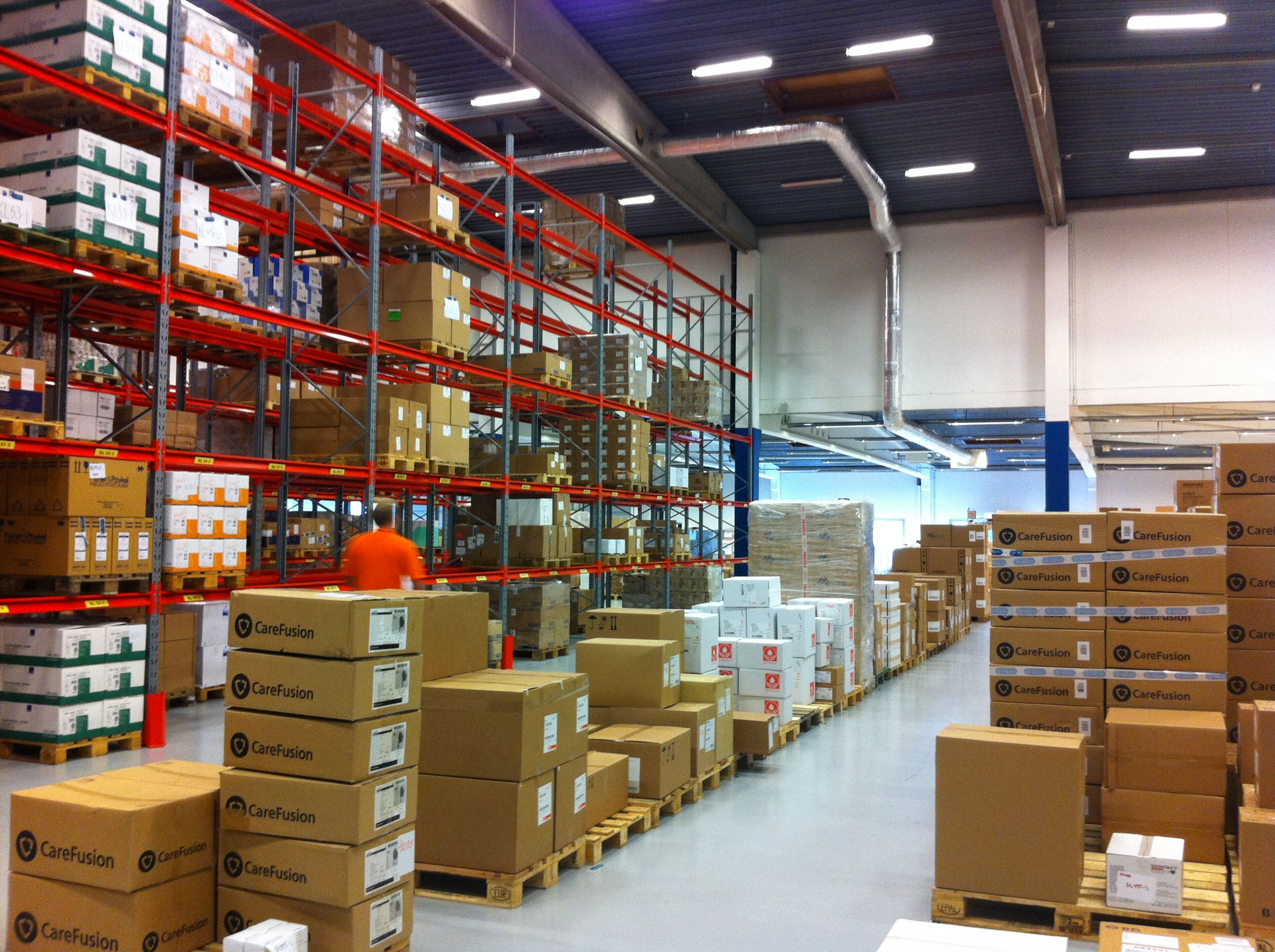
Bienes económicos apilados en un almacén.

Los bienes económicos o bienes escasos, por oposición a los bienes libres, son aquellos que se adquieren en el mercado, generalmente pagando un precio por ellos y que satisface directa o indirectamente una necesidad. Es decir, son bienes materiales e inmateriales que poseen un valor económico y que, por esto son susceptibles de ser evaluados en términos monetarios. De esta manera, el término bien se utiliza para nombrar cosas que son útiles a quienes las usan o poseen. En el ámbito del mercado, los bienes son cosas y mercancías que se intercambian las cuales tienen alguna demanda por parte de personas u organizaciones que consideran que reciben un beneficio al obtenerlos y consumirlos.

## Clasificación de los bienes
Un bien es un objeto material o servicio inmaterial cuyo uso produce cierta satisfacción de un deseo o necesidad. Los bienes pueden ser bienes libres cuyo acceso no es excluible y están disponibles en cantidades arbitrariamente grandes. Un ejemplo de bien libre sería el aire que se respira, que de hecho es necesario pero muy abundante, y por tanto no es susceptible de asignación mediante procedimientos económicos.
Los bienes económicos (o escasos) existen en cantidades limitadas y su asignación sigue algún tipo de procedimiento económico (mercado, racionamiento, reparto, etc.). Un bien económico puede ser un bien o un servicio. Los productos sujetos a precio o condiciones restringidas de acceso son ejemplos de bienes económicos. Un ejemplo de bien económico podría ser una casa, la ropa, etc.

### Según la exportabilidad
- Los bienes muebles (es decir, bienes móviles o trasladables)[2] o bienes transables son aquellos con los cuales se puede comerciar o hacer intercambios en el entorno nacional e internacional. Ejemplos de bienes transables serían libros, zapatos, maquinaria, videojuegos, etc.
- Los bienes inmuebles o bienes no transables suelen utilizarse en la economía en la que se producen; ya sea por el coste del transporte, por barreras a la entrada y salida de estos, por ejemplo, impuestos (aranceles) o por imposibilidad física del traslado. Ejemplos de bienes no transables son algunos tipos de servicios o las casas, pues éstas se construyen en un país dado y aunque exista más demanda por ellas en otro lugar del mundo, una casa no podrá ser exportada o enviada al exterior.

### Según la relación con la demanda de otros bienes
Analizamos cómo varían las demandas conjuntas de un conjunto de bienes según los valores de los precios. Las variaciones de las cantidades demandadas del bien i en relación con el precio de ese bien, define la complementariedad o sustituibilidad del siguiente modo:
- Los bienes complementarios son aquellos que tienden a utilizarse en conjunto o con cierta indiferencia entre uno y otro; por lo tanto, si baja la demanda de uno (por ejemplo, porque aumenta su precio), esto afecta la demanda del bien complementario. Un ejemplo de estos bienes son los automóviles y la gasolina, pues el uso del automóvil también requiere del uso de gasolina; en efecto, si el precio de los coches aumenta ({\displaystyle {\partial P_{j}}} mayor que cero), esto puede hacer que la demanda de coches disminuya ({\displaystyle {\partial Q_{j}}} menor que cero) y, por lo tanto, hacer que la demanda de gasolina también baje ({\displaystyle {\partial Q_{i}}} menor que cero). En el caso planteado, {\displaystyle {\partial Pj}} y {\displaystyle {\partial Q_{i}}} son pues de distinto signo, y por tanto los bienes i y j son complementarios cuando se cumple que:

{\displaystyle {\frac {\partial Q_{i}}{\partial P_{j}}}<0}

- Los bienes sustitutivos son aquellos en los que, cuando la demanda de un bien disminuye, la demanda del bien sustitutivo aumenta, pues los compradores intentarán reemplazar al que aumentó de precio. Un ejemplo de este tipo de bienes son la mantequilla (producto derivado de la leche) y la margarina (producto vegetal). Si aumenta el precio de la mantequilla ({\displaystyle {\partial Pj}} mayor que cero), por ejemplo, las personas tenderán a comprar más margarina (aumenta por tanto {\displaystyle {\partial Q_{i}}}), puesto que ambos bienes satisfacen más o menos la misma necesidad, al menos en ciertos aspectos. Por lo tanto, {\displaystyle {\partial Pj}} y {\displaystyle {\partial Q_{i}}} serán en estos casos de igual signo, y para ellos se cumplirá entonces que:

{\displaystyle {\frac {\partial Q_{i}}{\partial P_{j}}}>0}

- Dos bienes por su parte son independientes, si la variación del precio de un bien no influye en la cantidad demandada de otro bien (manteniendo constante todos los demás factores, claro está).

### Según la durabilidad
Bienes de consumo durables y no durables:
- Bienes de consumo durable o duradero, son bienes susceptibles de un consumo prolongado en el tiempo como una prenda de vestir o un equipo de música.
- Bienes de consumo no durable son los que se agotan con el primer uso como pueden ser los alimentos o el papel.
- Bienes perecederos: Bienes que pueden dejar de ser útiles en un breve plazo de tiempo ya sea por su propia naturaleza, por las condiciones de conservación que precisan o por razones de mercado.

### Según su función
- Bienes de consumo, son bienes con cuyo uso se obtiene una satisfacción inmediata a una necesidad. Ejemplos de bienes de consumo son la vivienda (bien de consumo durable) y la comida (bien de consumo no perdurable).
- Bienes intermedios, son bienes con cuya transformación se obtiene otros bienes de consumo o de capital. Ejemplos pueden ser los tablones de madera que se emplean en la elaboración de muebles.
- Bienes de capital. También se les llama bienes de producción o de equipo. Son bienes producidos con anterioridad, que se emplean para la producción de otros bienes y servicios. Si hablamos de una empresa, son bienes de capital sus edificios, vehículos, maquinaria, herramientas, muebles, ordenadores, etc. Si hablamos de un país también serían bienes de capital sus carreteras, puertos, aeropuertos, escuelas, hospitales, etc.

Según el régimen de propiedad y usufructo
La mayoría de los economistas clasifican los bienes de acuerdo a su propiedad en dos grandes grupos: bienes privados o individuales y bienes comunes o colectivos. Sin embargo, y en la práctica, los estudios económicos se han centrado en un aspecto particular de esa segunda categoría: los estatales (también llamados «bienes públicos», posiblemente debido a influencia del concepto legal dominio público
). Esta aproximación se puede rastrear hasta Friedrich von Wieser, quien planteó:

Además de las economías privadas existen varias «economías comunales» («Gemeinwirtschaften» en el original. -Op cit, p 209:)... «Limitaré mis investigaciones a lo más importante de la "economía comunal" (Gemeinwirtschaft), esa del Estado».

Sin embargo, hay alguna confusión al respecto, especialmente en relación con la terminología, resultado -aparentemente- de un error en la popularización de la visión de von Wieser por algunos de sus discípulos.
En la actualidad esa clasificación no es generalmente empleada en estudios económicos (a diferencia de los de Economía política), debido a una variedad de motivos -principalmente, porque es demasiado general (lo que da origen a ciertas confusiones y dificultades) y a que no toma en cuenta ciertos aspectos, por ejemplo, la utilización y usufructo de los bienes- Consecuentemente se han introducido sistemas más amplios o complejos. Así, por ejemplo Paul A. Samuelson sugirió que la «comunalidad» o no del consumo es la determinante de la diferencia entre bienes privados y públicos, alegando que estos últimos son aquellos «bienes que todos gozan en común en el sentido que el consumo individual de tal bien no conduce a disminución del consumo de ese bien por ningún otro individuo» (esto llegó a llamarse «rivalidad»). Posteriormente Musgrave argumentó que la característica que realmente separa los bienes públicos de los privados es la capacidad de excluir a algunos de su consumo (esto es llamado «excluibilidad»).
A partir de esas observaciones, los economistas modernos generalmente categorizan los bienes desde el punto de vista del uso en cuatro grandes grupos en función de esas dos características: rivalidad y excluibilidad.
1. Bienes privados: aquellos que poseen tanto rivalidad como excluibilidad (no confundir con bienes ya sea producidos o de propiedad privada, -a pesar de que muchos lo son: un bien de consumo privado, no importa quien sea el propietario o el productor, una vez que alguien lo usa, su disponibilidad a terceros disminuye o desaparece: irrelevantemente de quien sea el propietario del manzanal, una vez que alguien se come la manzana esta es «consumida» y la cantidad de manzanas disponible disminuye.)
2. Monopolios naturales[13] o bienes de empresa pública[14] o de pago por uso:[15] aquellos que poseen excluibilidad pero no rivalidad (ver, por ejemplo, Peaje).-
3. Bienes públicos o bienes públicos puros: aquellos que no poseen ni excluibilidad ni rivalidad (aire, aguas de lluvia, conocimiento, etc).-
4. Recursos comunes[16] o bienes comunes[17] aquellos que poseen rivalidad pero no excluibilidad. (siguiendo los ejemplos de Mankiw: peces en el océano, medio ambiente, etc.)

Una clasificación alternativa es propuesta por James M. Buchanan para quien los «Bienes públicos puros» son aquellos que no poseen excluibilidad. Todos los otros bienes comunes son bienes club: aquellos que satisfacen las necesidades a los usuarios libremente en el momento de uso, pero implican costos compartidos.
Es necesario notar que estas clasificaciones no son absolutamente congruentes o libres de defectos y que, en consecuencia, se pueden originar algunas confusiones. Por ejemplo, un recurso común, a pesar de que su beneficio sea libre a una comunidad, no es necesariamente propiedad común. Por ejemplo, señales de radio carecen tanto de excluibilidad como de rivalidad. Sin embargo, el sistema de propiedad de las empresas emisoras puede ser tanto privada, como estatales o comunitaria.

### Según la disponibilidad
- Bien libre (que es un bien no económico) frente a bien escaso.

### Según el comportamiento frente al aumento de renta
- Bien inferior, es un bien inferior para un individuo si su consumo o uso decrece a medida que aumenta la renta del individuo, es decir, {\displaystyle \partial Q_{i}/\partial R<0}. Los bienes inferiores tienen una elasticidad demanda-renta negativa. Muchos bienes inferiores suelen ser bienes Giffen.
- Bien normal u ordinario, es uno cuyo consumo aumenta a medida que aumenta la renta del individuo. Un ejemplo es la cantidad de energía consumida. Un bien ordinario satisface que {\displaystyle \partial Q_{i}/\partial R\geq 0} (estos bienes tienen una elasticidad consumo-renta positiva). Los bienes normales puedan clasificarse además en:
  - Bien de lujo, cuando su consumo se incrementa en una proporción superior a la renta, es decir, {\displaystyle \partial \ln Q_{i}/\partial \ln R>1} (la elasticidad demanda-renta sería superior a 1. Muchos bienes de lujo son bienes de Veblen
  - Bien de primera necesidad, es un bien cuyo consumo se incrementa con la renta, aunque en general, debido a que la propensión marginal al consumo en dichos bienes es inferior a uno, tienen una elasticidad consumo-renta que cumple {\displaystyle 0\leq \partial \ln Q_{i}/\partial \ln R\leq 1}.

### Según su necesidad
La primera distinción que se realiza es entre los bienes destinados a satisfacer una necesidad, y los destinados a satisfacer un deseo. Los primeros son los bienes que son imprescindibles para sobrevivir dentro de la sociedad. Dicha supervivencia no se refiere sólo a la supervivencia física del individuo, la cual es mantenida con bienes como alimentos o medicinas, sino también a la supervivencia como integrante de la sociedad y el sistema económico. Por esto, se incluyen también como necesidad bienes como la ropa y el alojamiento.
Un deseo, por el contrario, es la motivación para comprar cualquier otro bien económico que no sea imprescindible para sobrevivir. En condiciones normales, se espera que una unidad económica doméstica destine sus ingresos a la satisfacción de deseos una vez que la satisfacción de las necesidades haya sido cubierta. 
Los ejemplos no son firmes y deben ser evaluados en su contexto. La ropa es una necesidad en la medida que se la requiera para no estar desnudo (lo cual mantendría a la persona fuera de la sociedad), pero es un deseo si es consumida basándose en la moda o criterios similares. Asimismo, las normas de convivencia de diversas sociedades podrían diferir y hacer que un bien que sea una necesidad en una, pueda no serlo en otra: por ejemplo, los bienes relacionados con las prácticas religiosas podrían considerarse una necesidad dentro de algunas sociedades teocráticas mucho más de lo que pudiera hacerse en otras.